# Kaskikot
Kaskikot (nep. कास्कीकोट) – gaun wikas samiti w zachodniej części Nepalu w strefie Gandaki w dystrykcie Kaski. Według nepalskiego spisu powszechnego z 2001 roku liczył on 1255 gospodarstw domowych i 6540 mieszkańców (3417 kobiet i 3123 mężczyzn).